# (It's Not War) Just the End of Love
"(It's Not War) Just the End of Love" é uma canção da banda britânica de rock Manic Street Preachers, lançada como single em setembro de 2010 e parte do álbum Postcards from a Young Man, lançado no mesmo ano. A música chegou a posição 28 nas paradas de singles do Reino Unido e foi a última faixa da banda a aparecer no TOP 40.
A faixa recebeu avaliações positivas. A revista NME definiu que a música transmite "nostalgia" e um senso de "vitalidade e urgência". James McLaren, da BBC Wales', afirmou que gostou da faixa e que se trata de um "pop teatral".

## Faixas

### CD 1
1. "(It's Not War) Just the End of Love" – 3:29
2. "I'm Leaving You for Solitude" – 3:21
3. "Distractions" – 3:56
4. "Ostpolitik" – 2:58

### CD 2
1. "(It's Not War) Just the End of Love"
2. "Lost Voices"

(Formato exclusivo no site dos Manics)

### 7" single
1. "(It's Not War) Just the End of Love"
2. "I Know the Numbers"